# Nagari Bukik Kanduang
Nagari Bukik Kanduang is een bestuurslaag in het regentschap Solok van de provincie West-Sumatra, Indonesië. Nagari Bukik Kanduang telt 1738 inwoners (volkstelling 2010).